# Dwa oblicza survivalu
Dwa oblicza survivalu (ang. Dual Survival) - program emitowany na antenie Discovery Channel w którym dwóch ekspertów od sztuki przetrwania Dave Canterbury i Cody Lundin pokazują jak przeżyć w skrajnych i ciężkich warunkach posiadając minimalny sprzęt.

## Fabuła
Eksperci okazują sztukę przetrwania w sposób dwuznaczny i nieco zabawny. Canterbury to były komandos armii USA, który ceni sobie porządne ubranie i pożywienie, natomiast Lundin który od ponad 20 lat chodzi boso i wykorzystuje techniki przetrwania zasięgnięte od naszych przodków. 
Obaj podążają z ekipą filmową i pokazują jak przetrwać w danym terenie oraz demonstrują jak się w przedstawionych sytuacjach (zepsuty samochód na pustyni, wyrzuceni przez tratwę ratunkową na bezludną wyspę, zagubieni w podwodnej jaskini).

## Spis odcinków

### Sezon 1
| Odcinek 1  | Na bezludnej wyspie | (ang. Shipwrecked)         |
| Odcinek 1  | Dave i Cody przypływają na tratwie ratunkowej na bezludną wyspę nieopodal Nowej Szkocji. |                            |
| Odcinek 2  | Samotność w dżungli | (ang. Panic in the Jungle) |
| Odcinek 2  | Dwójka ekspertów z wyposażeniem turysty udaje się w głąb dżungli Laosu. |                            |
| Odcinek 3  | Zagubiony w górach | (ang. Failed Ascent)       |
| Odcinek 3  | Mając tylko podstawowy sprzęt na jednym ze szczytów Nowej Zelandii, prowadzący na własnej skórze poczują w jakiej sytuacji stoi zagubiony alpinista.                                                 |                            |
| Odcinek 4  | Bez powietrza | (ang. Out of Air)          |
| Odcinek 4  | W tym odcinku nasi eksperci schodzą do podwodnych jaskiń. Mając podstawowy sprzęt, stają w sytuacji zagubionego nurka.                                                                               |                            |
| Odcinek 5  | Awaria na pustyni | (ang. Desert Breakdown)    |
| Odcinek 5  | Zepsuty samochód i ziemia pokryta lawą w "Dolinie wulkanów" to scenariusz w którym Cody i Dave będą walczyć o przetrwanie. Pokażą do czego może przydać się akumulator, opony czy kable elektryczne. |                            |
| Odcinek 6  | W pojedynkę | (ang. Split Up)            |
| Odcinek 6  | Oddaleni od siebie na wysokości 2500 m n.p.m. w zdradliwej Arizonie to scenariusz który czeka bohaterów. Zadaniem Dave'a jest odnaleźć Lundina który przygotowuje się na jego przybycie.             |                            |
| Odcinek 7  | W labiryncie bagien i kanałów | (ang. Swamped)             |
| Odcinek 7  | Z wyposażeniem pływającej łódki Lundin i Canterbury wyruszają do labiryntu bagien i kanałów pełnych aligatorów i węży w stanie Luizjana.                                                             |                            |
| Odcinek 8  | W lesie deszczowym | (ang. Soaked)              |
| Odcinek 8  | W tropikalnym lesie u wybrzeży Pacyfiku traperzy jednoczą siły by dotrzeć do oceanu. |                            |
| Odcinek 9  | Tropem huraganu | (ang. After The Storm)     |
| Odcinek 9  | W Dominikanie Dave i Cody starają się przetrwać po przejściu huraganu. Canterbury zaś chce zapolować na krwiożerczą bestie.                                                                          |                            |
| Odcinek 10 | Przez brazylijskie mokradła | (ang. Bogged Down)         |
| Odcinek 10 | Na mokradłach Pantanal w Brazylii eksperci pozorują zagubienie się na bagnach. |                            |